# Johnny Otis
Ioannis Alexandres Veliotes (Vallejo (Californië), 28 december 1921 – Los Angeles, 17 januari 2012), beter bekend als Johnny Otis, was een Amerikaans zanger, muzikant, scout, dj, componist, vibrafonist, drummer, percussionist, impresario en pastor.
Hij werd geboren in Vallejo, Californië en werd de Godfather of Rhythm and Blues genoemd. Otis stierf in 2012 op negentigjarige leeftijd in Los Angeles.